# Ventilago borneensis
Ventilago borneensis är en brakvedsväxtart som beskrevs av Henry Nicholas Ridley. Ventilago borneensis ingår i släktet Ventilago och familjen brakvedsväxter. Inga underarter finns listade i Catalogue of Life.